# معين الشعباني
معين الشعباني (مواليد
18 يونيو 1981) هو لاعب كرة قدم تونسي سابق ومدرب، يشغل حاليًا منصب المدير الفني لنادي نهضة بركان المغربي، ويُعتبر أصغر مدرب يحقق لقب دوري أبطال إفريقيا في سن 37.

## مسيرته كلاعب
بدأ معين الشعباني مسيرته الكروية كلاعب في مركز قلب الدفاع في نادي الترجي الرياضي التونسي منذ موسم 1998/99 حتى موسم 2007/08 تم انتقل لنادي أنقرة غوجو التركي لموسم واحد 2008/09 ومنه لنادي حمام الأنف التونسي لموسم واحد 2009/10 ثم انتقل لنادي القادسية السعودي لموسم واحد 2010/11 ثم عاد لنادي حمام الأنف واستمر لثلاث مواسم حتى اعتزاله في موسم 2013/14.
كما شارك كلاعب دولي مع منتخب تونس لكرة القدم في عام 2002.

## مسيرته التدريبية
تولى معين الشعباني تدريب حمام الأنف في العام 2015 كمدرب مساعد لچيرارد جوشيه، ثم الإدارة الفنية للفريق في يوليو 2016، ثم عمل مدربا مساعدا لكل من فوزي البنزرتي، عمار سويح، وخالد بن يحيى بالفريق الأول لكرة القدم بنادي الترجي الرياضي لعامين، وفي أكتوبر 2018 تم إعلان تولي معين الشعباني مسئولية الإدارة الفنية للفريق الأول لكرة القدم بنادي الترجي خلفا للمقال خالد بن يحيى، واستطاع في 9 نوڤمبر 2018 الفوز بلقب دوري أبطال إفريقيا للمرة الثالثة في تاريخ الترجي على حساب الأهلي المصري، واستطاع الوصول بالفريق لكأس العالم للأندية بالإمارات عام 2018 للمرة الثانية في تاريخه واحتلال المركز الخامس بالبطولة، كما استطاع في 31 مايو 2019 الحصول على دوري أبطال إفريقيا للمرة الرابعة في تاريخ الترجي ولثانية في تاريخه على حساب نادي الوداد الرياضي المغربي.

## بطولاته كلاعب
- الرابطة التونسية المحترفة الأولى لكرة القدم (6)[6]
- كأس تونس (3)[6]
- كأس السوبر التونسي (1)

## بطولاته كمدرب
الترجي التونسي (7 ألقاب)
- بطل الرابطة التونسية المحترفة الأولى (3): 2018–19، 2019–20، 2020–21.
- بطل كأس السوبر التونسي (2): 2018، 2019
- بطل دوري أبطال إفريقيا (2): 2018، 2019

 نهضة بركان (لقبين)
- بطل الدوري المغربي لكرة القدم (1): 2024–25
- بطل كأس الكونفيدرالية الإفريقية (1): 2024–25

## روابط خارجية
- معين الشعباني على موقع قاعدة بيانات كرة القدم.إي يو (الإنجليزية)
- معين الشعباني على موقع ناشيونال فوتبول تيمز (الإنجليزية)
- معين الشعباني على موقع Soccerway.com (الإنجليزية)
- معين الشعباني على موقع عالم كرة القدم.نت (الإنجليزية)